# Модел за подражание (филм)
Модел за подражание е телевизионен филм от 2000 година. Във филма участват Маги Лоусън и Джъстин Тимбърлейк и е режисиран от Марк Росман. Основан е на книгата от Майкъл Левин Джанин и Алекс, Алекс и Джанин.

## Сюжет
Алекс Бъроуз е срамежливо, несигурно момиче, което, помагайки на баща си в кетерингския му бизнес се среща с Джанин Адамс, най-известният супермодел по това време.
Докато Джанин е ядосана на майка си Диърди, защото не е вкъщи, когато излиза първата ѝ книга, защото малкият ѝ брат Макс отива на турне. Чрез странно съвпрадение двете момичета виждат, че много си приличат и решават да си разменят местата за малко. Алекс излиза на среща с Джейсън Шарп (Джъстин Тимбърлейк), млад, привлекателен модел. Но тя трябва да се справя и с властната майка на Джанин, Диърди.
Когато започват новия си живот и двете се уреждат със срещи в събота. Въпреки че трябва да се разменят в петък, те решават да удължат срока. Джанин предупреждава Алекс да стои настрана от Джейсън, защото мисли, че я използва, за да привлече внимание към себе си, а Алекс казва на Джанин да стои настрана от Ерик Сингър. Малкият брат на Алекс – Джош – се опитва да разкрие „тайната“ им. Към края, когато Алекс иска да каже на Джейсън, че не е Джанин, но Ерик я вижда и мисли, че му изневерява. Джейсън също я оставя. И така, Джанин и Алекс се връщат на местата си на другата сутрин. Алекс е наказана, но отива на бала, както и Джанин, дегизирана като Алекс. След като и двете семейства отиват, всички разбират тайната им. Двете успяват да убедят семействата си да не им се сърдят и Ерик оставя най-популярното момиче в училище, Минди, за да бъде с Джанин.

## Саундтрак
- Here We Go – 'N Sync (JC Chasez и Джъстин Тимбърлейк)
- Hello World – Belle Perez
- Walking on Sunshine – Katrina & the Waves
- Power to the Meek – Eurythmics
- Let That Be Enough – Switchfoot
- If You Wanna Dance – Nobody's Angel
- Ooh La La La – Nobody's Angel
- Wishing On You – Nobody's Angel
- "I Can't Help Myself" – Nobody's Angel